# Gough’s Cave

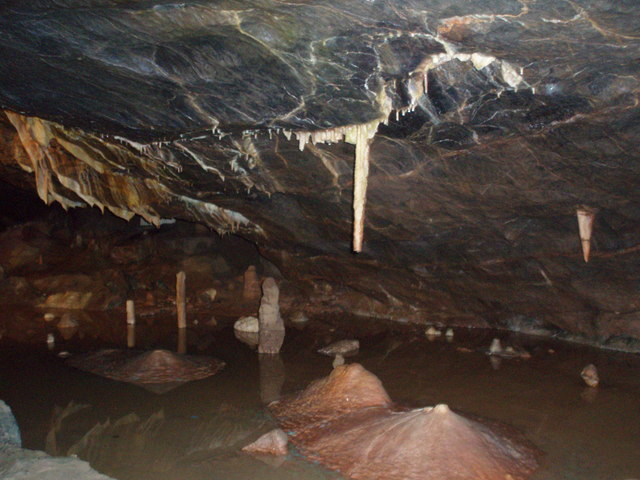
Gough’s Cave

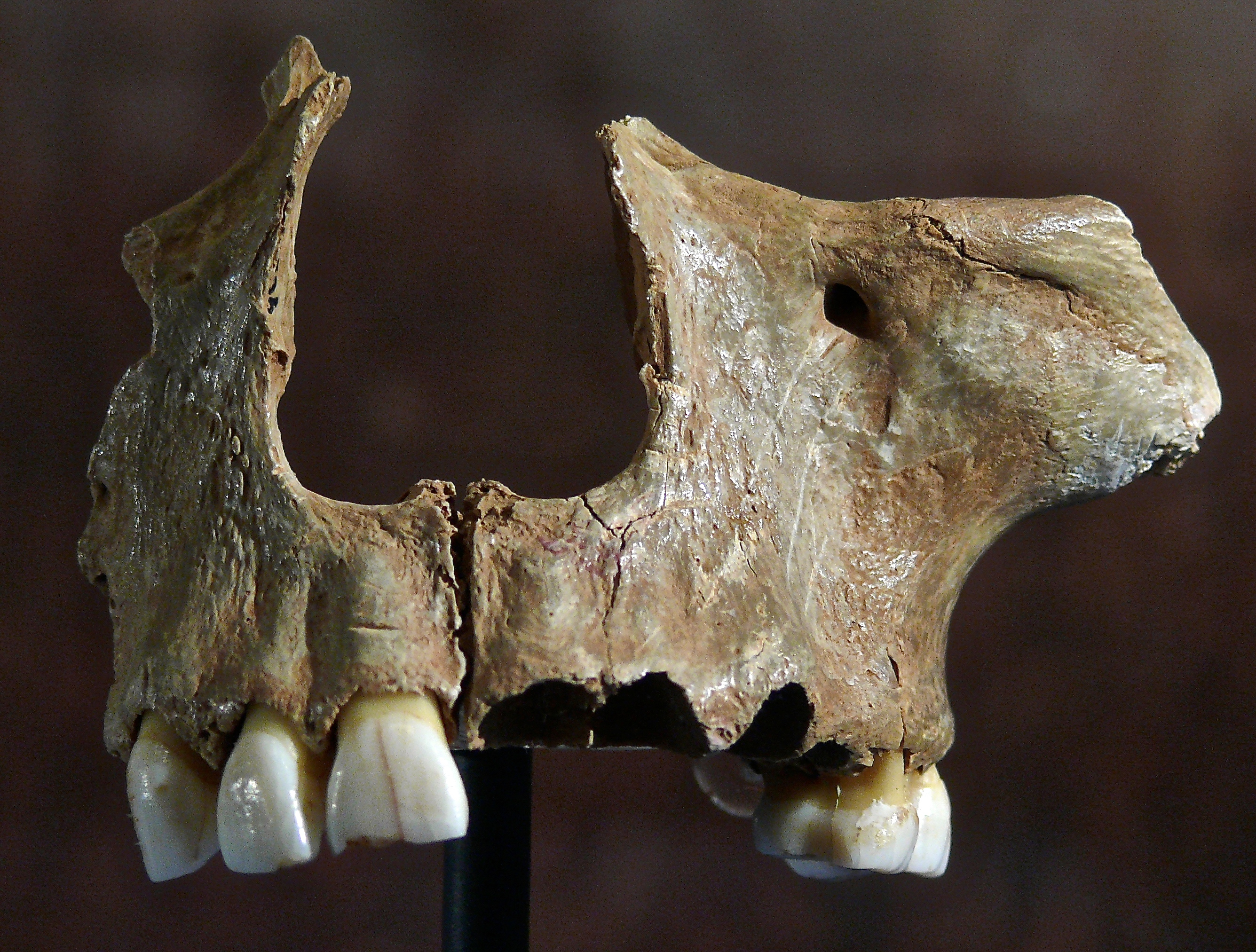
Schädelfund

Gough’s Cave ist eine Höhle in der Cheddar Gorge in den Mendip Hills, Somerset. Sie ist mindestens 2135 m lang und bekannt als archäologische Grabungsstätte.
Bekanntester Fund aus dieser Höhle ist das rund 10.000 Jahre alte Skelett eines Mannes, genannt Cheddar Man. Dieser 1903 entdeckte Fund wurde zum Symbol für den Beginn der bis in die Gegenwart reichenden, ununterbrochenen Besiedelung der Insel Großbritannien durch den anatomisch modernen Menschen (Homo sapiens). Tatsächlich reicht die Besiedelung der Insel wesentlich weiter zurück, wie u. a. mehrere in der Höhle entdeckte menschliche Schädeldecken belegen, die rund 14.700 Jahre alt sind (Cal BP) und nach dem Tod der Personen rituell bearbeitet wurden.